# راديو ماريا
راديو ماريا مجموعة إذاعات مسيحية كاثوليكية عالمية تأسست في مدينة إيربا في منطقة كومو، إيطاليا عام 1987 وتذيع في 55 بلد وبعشرات اللغات العالمية عبر Associazione Radio Maria أو The World Family of Radio Maria.
للإذاعة برامج خاصة بالولايات المتحدة Radio Maria USA.
للمجموعة إذاعة تبث بالغة العربية لبلدان الشرق الأوسط وتسمى "راديو مريم"

## وصلات خارجية
- [الموقع العالمي http://www.radiomaria.org/ radiomaria.org]
- [إيطاليا http://www.radiomaria.it/ radiomaria.it]
- [الشرق الأوسط بالعربية https://www.radiomariam.org/ نسخة محفوظة 13 أكتوبر 2017 على موقع واي باك مشين. radiomariam.org]

الولايات المتحدة
- [بالإنكليزية http://radiomaria.us/ نسخة محفوظة 15 يناير 2019 على موقع واي باك مشين. radiomaria.us]
- [بالإسبانية https://www.radiomariasp.org/ radiomariasp.org]